# Seznam jezer v Lotyšsku
Lotyšská jezera (lotyšsky jezero - ezers, mužský rod). Tabulka obsahuje přehled přírodních jezer v Lotyšsku s plochou přes 6 km² (bez přehradních nádrží).

## Největší jezera
| název                | rozloha (km²) | hloubka (m) | sídla krajů (novadu centri, 2009)      |
| -------------------- | ------------- | ----------- | -------------------------------------- |
| Lubāns               | 80,700        | 3,5         | Madona, Rēzekne                        |
| Rāznas ezers         | 57,564        | 17          | Rēzekne                                |
| Engures ezers        | 41,307        | 2,1         | Roja, Talsi, Engure                    |
| Burtnieks            | 40,060        | 3,3         | Burtnieki                              |
| Liepājas ezers       | 37,150        | 3           | Liepāja, Grobiņa, Nīca                 |
| Usmas ezers          | 34,692        | 27          | Ventspils                              |
| Babītes ezers        | 25,557        | 1,7         | Babīte                                 |
| Rušons               | 23,730        | 29,9        | Aglona, Riebiņi, Rēzekne               |
| Sivers               | 17,590        | 24,5        | Krāslava, Dagda                        |
| Ķīšezers             | 17,300        | 4,5         | Riga                                   |
| Alūksnes ezers       | 15,437        | 16,5        | Alūksne                                |
| Cirma ezers          | 12,612        | 8,5         | Ludza, Rēzekne, Blonti (Ciblas novads) |
| Papes ezers          | 12,050        | 1,1         | Rucava                                 |
| Kaņieris             | 11,221        | 1,8         | Smārde (Engures novads)                |
| Ežezers              | 9,879         | 21,0        | Dagda                                  |
| Lielais Ludzas ezers | 8,464         | 6,5         | Ludza, Rēzekne, Blonti (Ciblas novads) |
| Alauksts             | 7,748         | 7,0         | Vecpiebalga                            |
| Saukas ezers         | 7,713         | 9,5         | Viesīte                                |
| Drīdzis              | 7,532         | 66,2        | Krāslava                               |
| Sventes ezers        | 7,348         | 38,0        | Daugavpils                             |
| Durbeské jezero      | 6,700         | 2,3         | Durbe                                  |
| Cirišs               | 6,306         | 10,5        | Aglona                                 |
| Feimaņu ezers        | 6,257         | 3,8         | Riebiņi, Rēzekne                       |
| Riču ezers           | 5,877         | 39,7        | Daugavpils                             |